# Robert Tomaszek
Robert Jan Tomaszek (Bydgoszcz, 16 giugno 1981) è un ex cestista polacco con cittadinanza tedesca.

## Palmarès
- Campionato ceco: 1

ČEZ Nymburk: 2008-09
- Coppa della Repubblica Ceca: 1

ČEZ Nymburk: 2009